# Кабинет министров Малайзии
Кабинет министров Малайзии является исполнительной властью государства Малайзия. Возглавляется премьер-министром. Кабинет министров несет ответственность совместно с парламентом. Согласно статье 43 из Конституции, члены Кабинета Министров могут быть выбраны из членов любой из палат парламента. Формально Янг ди-Пертуан Агонг назначает всех Министров по рекомендации премьер-министра.

## Назначения в кабинет министров
Члены Кабинета Министров должны быть членами одной из палат парламента. Большинство министров назначаются из нижней палаты, Деван Ракьят, хотя несколько министров назначаются также из верхней палаты — Деван Негара. Премьер-министр должен быть членом Деван Ракьят. Кабинет проводит заседания еженедельно, а именно каждую среду.

## Состав кабинета
Состав Кабинета министров и количество портфелей в основном зависит от пожелания премьер-министра на то время. В состав обязательно входит министр финансов и один заместитель премьер-министра.

## Нынешний кабинет
- Седьмой кабинет Махатхира